# Богданов, Максим Юрьевич
Максим Юрьевич Богданов (род. 7 октября 1976 года, Киров, РСФСР, СССР) — российский художник монументального искусства, член-корреспондент РАХ (2021).

## Биография
Родился 7 октября 1976 года в Кирове, живёт и работает в Москве.
В 1997 году — окончил Вятское художественное училище имени А. А. Рылова, с 1998 по 2000 годы — учился в Российской академии живописи, ваяния и зодчества Ильи Глазунова, в 2006 году — окончил Московскую государственную художественно-промышленную академию имени С. Г. Строганова.
С 2004 года — основатель и руководитель художественной мастерской монументального церковного искусства.
С 2013 по 2016 годы — преподаватель кафедры МДЖ Московской государственной художественно-промышленной академии имени С. Г. Строганова.
С 2006 года — член Московского Союза художников.
С 2022 года — член Императорского Православного Палестинского Общества.
В 2021 году — избран членом-корреспондентом Российской академии художеств от Отделения живописи.

## Творческая деятельность
В 2004 году участвовал в создании мозаик на фасад храма Успение Пресвятой Богородицы в городе Зубцове Тверской области (под руководством В. К. Васильцова и Э. А. Жареновой).
В период с 2006 по 2008 годы создал мозаичные иконы на фасадах часовни Александра Невского и храма Георгия Победоносца в городе Видное Московской области; церкви Архангела Михаила в городе Альтея (Испания).
В 2008 году создал мозаичную икону «Крещение Господня» в монастыре Святого Пантелеимона на Афоне (Греция).
В 2009 году — разработал и исполнил проект росписи часовни Николая Чудотворца в городе Ржев.
Создал совместно с Э. А. Жареновой фасадные мозаики (2010—2011):
- храм святой великомученицы Ирины в Свято-Пафнутьево-Боровском монастыре в г. Боровске;
- храм святителя Николая Чудотворца в городе Оксфорд (Великобритания);
- Софийский собор Тобольского кремля;
- храм-часовня в честь Святого Архистратига Божия Михаила в Московском университете МВД России имени В. Я. Кикотя;
- храм Святой Троицы в городе Реутов Московской области;
- мозаичные иконы на фасад Крестовоздвиженского Иерусалимского ставропигиального монастыря.

В период с 2012 по 2013 годы — участвовал в оформление мозаичного убранства иконостаса Ставропигиального Никольского Морского собора в городе Кронштадте.
С 2012 по 2018 годы создавал мозаичных икон на фасадах:
- церковь Рождества Пресвятой Богородицы в деревне Говорово Московской области;
- храм святых первоверховных апостолов Петра и Павла городе Сестрорецке;
- церковь Казанской иконы Божией Матери в городе Мелеузе, Республика Башкортостан;
- кафедральный собор Успения Пресвятой Богородицы в городе Салавате, Республика Башкортостан;
- храм Покрова Богородицы в деревне Корнеевка, Республика Башкортостан;
- храм блаженной Ксении Петербургской поселке Беседы, Московская область;
- кафедральный собор иконы Божией Матери «Всех скорбящих Радость» в городе Сан-Франциско, США;
- Русское Православное Братство в Сан-Франциско в городе Сан-Франциско, США;
- храм святителя Василия, епископа Рязанского в селе Протекино Московской области;
- собор Спаса Нерукотворного Образа в городе Киров;
- часовня Космы и Дамиана в деревне Дрожжино Московской области.

С 2014 по 2019 годы работал над мозаичным убранством интерьера в церкви Илии Пророка на бывшем Новгородском подворье.
С 2014 по 2021 годы участвовал в создании мозаичного убранства Благовещенского собора Свято-Троицкого Серафимо-Дивеевского монастыря.
С 2018 по 2022 годы участвовал в создании мозаичного убранства храма святого Саввы в Белграде, Сербия.
В 2022 году реставрировал мозаичное панно «Знамя революции» на здании Управления Федеральной службы безопасности РФ по Алтайскому краю (Барнаул).
В 2023 году участвовал в создании мозаичного панно Жар-птицы (автор З. К. Церетели).

## Награды
Награды РАХ
- Диплом РАХ (2022)
- Медаль «Достойному» (2023)